# Millerigobius macrocephalus
Il ghiozzetto macrocefalo o ghiozzo nano di Miller (Millerigobius macrocephalus) è un pesce di mare e di acque salmastre appartenente ala famiglia Gobiidae.

## Distribuzione e habitat
Endemico del mar Mediterraneo occidentale. Per ora ritrovato in acque italiane in Adriatico e nella laguna di Orbetello.
Vive sia in mare che nelle acque salmastre delle lagune e se ne sta sempre nascosto sotto pietre o in cavità. Si trova in genere in ambienti riparati e con acque molto basse come baie o cale. Sembra legato ai prati dell'alga verde Caulerpa prolifera.

## Descrizione
Simile al ghiozzo zebra da cui si distingue per l'assenza di tentacolo nasale e di raggi filamentosi sulla pinna pettorale. Il carattere più evidente è comunque la livrea brunastra con fasce verticali scure.
Raggiunge 4 cm di lunghezza.

## Biologia
Ignota.